# Verlag der Österreichischen Akademie der Wissenschaften
Der Verlag der Österreichischen Akademie der Wissenschaften (VÖAW) ist ein österreichischer Wissenschaftsverlag.
Der Verlag wurde im Jänner 1973 gegründet und erhielt die Zielsetzung, neue Erkenntnisse der wissenschaftlichen Forschung national und international zu verbreiten. Vorrangig kommt dabei die Forschungstätigkeit im Rahmen der Österreichischen Akademie der Wissenschaften zum Zug. Diese erstreckt sich auf ein weites Feld, von den Geistes- und Naturwissenschaften bis zu den Gesellschaftswissenschaften und der Rechtswissenschaft. Nach Verlagsangaben schreiben derzeit  jährlich über 700 Wissenschaftler aus über 30 Nationen für den Verlag.

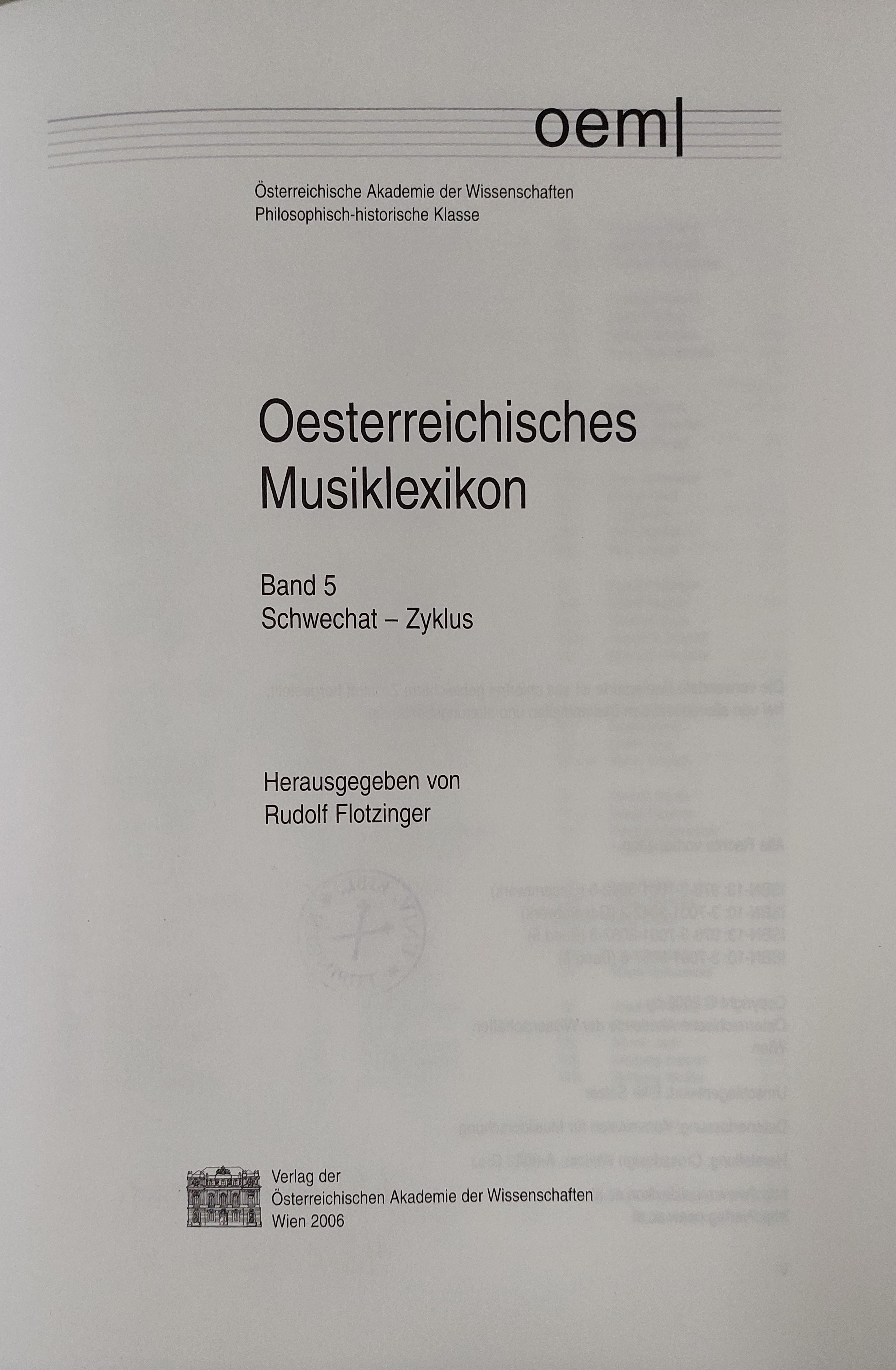
Oesterreichisches Musiklexikon, Band 5, 2006

In einer breiteren Öffentlichkeit wahrgenommen wurden zuletzt Helmut Birkhans Kelten, Der römische Limes in Österreich von Friesinger/Krinzinger sowie die Herausgabe der Tagebücher von Arthur Schnitzler.
Der Verlag produziert derzeit Bücher, Zeitschriften, CD-ROMs, Audio-CDs und in zunehmendem Ausmaß Online-Publikationen wie E-Books und E-Journals.
Die Zahl der jährlichen Neuerscheinungen beträgt 70 bis 80, die Backlist über 2700 lieferbare Titel.
70 % der Produktion werden in insgesamt 42 Länder der Welt direkt exportiert. 
Der Sitz des Verlages ist Wien.